# Abendmusik

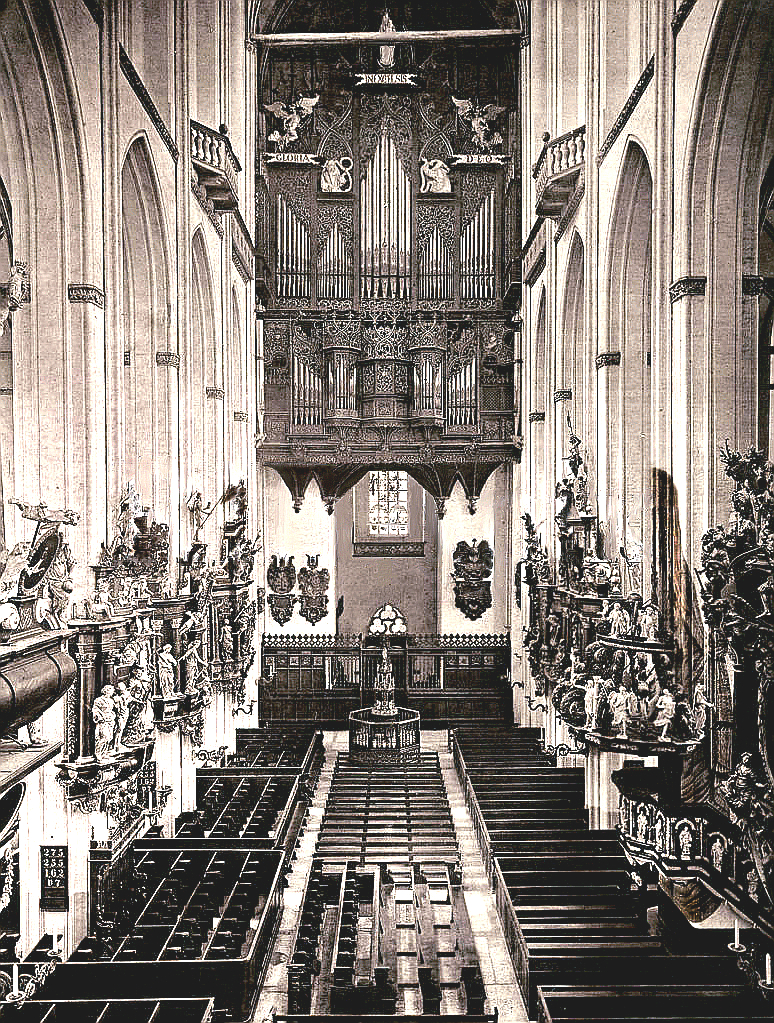
L'intérieur de la Marienkirche de Lübeck avant le bombardement de 1942.

Une Abendmusik (au pluriel Abendmusiken, en français musique du soir ou veillée musicale) est un concert spirituel dans la tradition de l'église Sainte-Marie de Lübeck. Franz Tunder les instaura, peut-être dès 1646, et Dietrich Buxtehude en fit un événement annuel attendu de la période de l'Avent, enchaînant sur cinq dimanches les cinq parties d'un oratorio. Cette tradition maintenue jusqu'en 1810 fut rénovée par Walter Kraft au XXe siècle.

## Histoire
À partir du milieu du XVIIe siècle, l'Abendmusik est à Lübeck, dans le Nord de l'Allemagne, un événement artistique réputé et de première importance. L'église Sainte-Marie, notamment, est le lieu de séries de représentations plus proches du concert que de l'office organisées par l'organiste et compositeur Dietrich Buxtehude.
À l'origine, les Abendmusiken étaient destinées à divertir les marchands présents dans la ville pendant les grandes foires de la ligue hanséatique. Franz Tunder, qui l'évoque en 1646, est probablement l'initiateur de ces soirées. Buxtehude réorganise ces veillées musicales, qui deviennent alors exécutées le dimanche après-midi et non plus le soir en semaine, et sont programmées durant la période de l'Avent. Le financement est assuré par les riches marchands de la ville.
À la suite de Buxtehude, la tradition est de composer et présenter chaque année un nouvel oratorio en cinq parties, couvrant les cinq dimanches de l'Avent, sur des sujets principalement tirés de l'Ancien Testament.
En 1752, Johann Kunzen institue la pratique consistant à faire payer l'entrée aux répétitions générales, qui se déroulent le vendredi dans la salle de la bourse et deviennent progressivement les plus importantes. Les représentations gratuites du dimanche dans la Marienkirche sont supprimées en 1800 et, dix ans plus tard, les Abendmusiken de Lübeck cessent définitivement, en raison des guerres napoléoniennes.
Au XXe siècle, la pratique est reprise par l'organiste de l'église Sainte-Marie et compositeur Walter Kraft.